# Berrogüetto

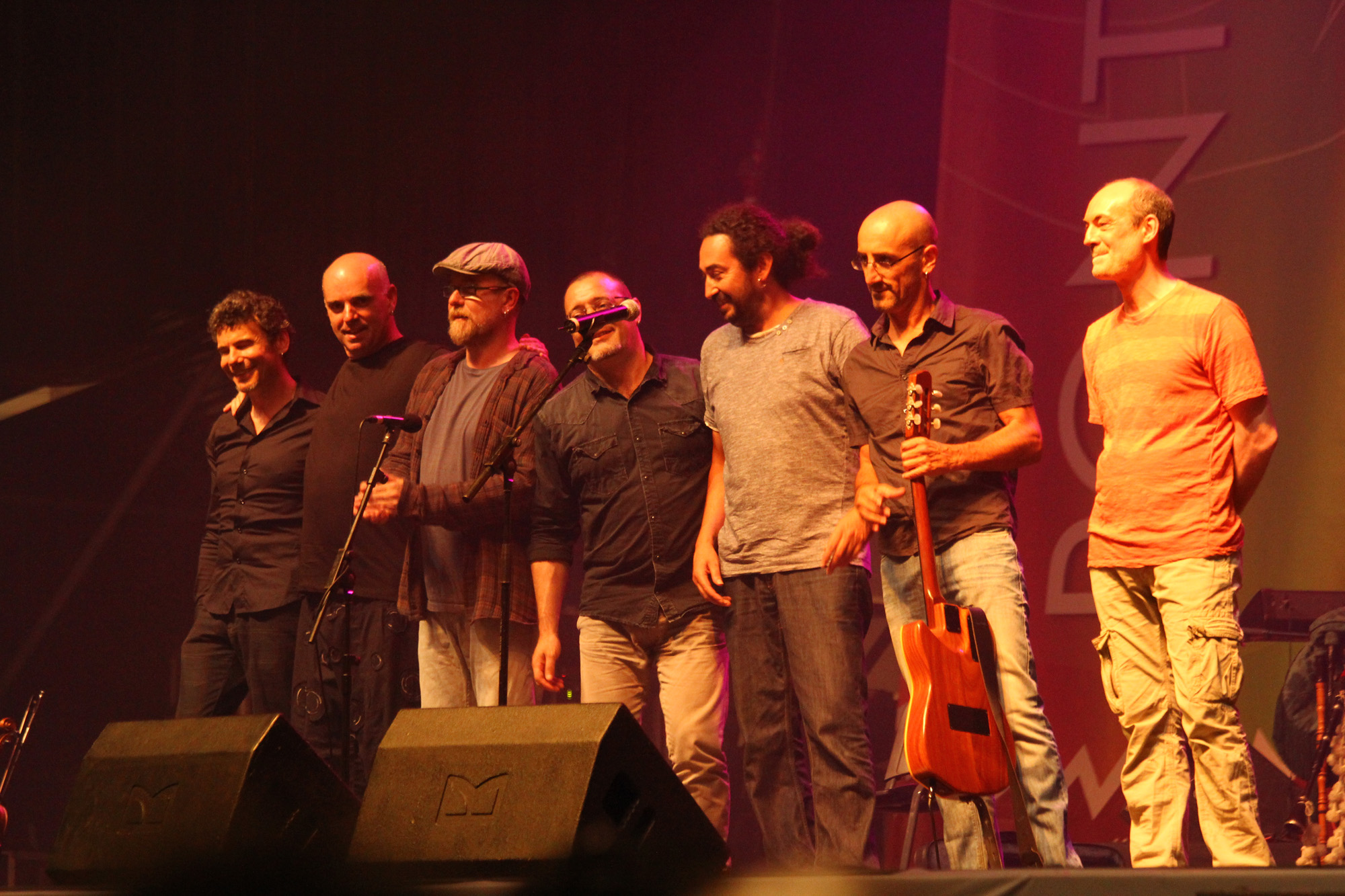
Berrogüetto en 2013 durant un concert

Berrogüetto est le nom d'un groupe de musique traditionnelle galicien formé dans les années 1990.
Formé des mots « berro » (cri) et « güetto » (ghetto), le groupe fut fondé en 1996. En 2002 il fut nommé aux Latin Grammy Awards dans la catégorie "meilleur album folk".
La chanteuse Guadi Galego, qui a quitté le groupe en 2008, a été remplacée par Xabier Díaz.
Le 4 février 2014, le groupe annonce officiellement sur les réseaux sociaux sa dissolution, mettant fin à près de 18 ans de carrière ininterrompue. 

## Discographie
- Navicularia - 1996
- Viaxe por urticaria - 1999
- Hepta - 2001
- 10.0 - 2006
- Kosmogonías - 2010